# Thaumalea bezzii
Thaumalea bezzii är en tvåvingeart som beskrevs av Edwards 1929. Thaumalea bezzii ingår i släktet Thaumalea och familjen mätarmyggor. Inga underarter finns listade i Catalogue of Life.